# Редина
 Тази статия е за селото в община Своге.  За селото в Аграфа вижте Редина (дем Софида).  
Рѐдина е село в Западна България. То се намира в Община Своге, Софийска област.

## География
Село Редина се намира в планински район.

## Културни и природни забележителности
Бабин пласт (42°58′02.31″ с. ш. 23°22′23.22″ и. д. / 42.96731° с. ш. 23.373118° и. д.) е вековна дъбова гора в землището на село Редина. Обявена е за природна забележителност през 1983 година със защитена територия от 10 ха. За опазването на гората се грижи община Своге. Последните сателитни снимки на местността показват, че в границите на защитената местност почти не са останали дървета.

## Редовни събития
Всяка година на Петдесетница, на Бабин пласт, се прави курбан за здраве. Приготвя се т. нар. „курбан чорба“ (агнешка чорба), която се осветява и раздава на участниците и гостите на събитието.

## Личности
- Хаджи Мано Стоянов - български общественик